# Martano
Martano (griechisch Martana) ist eine italienische Gemeinde mit 8485 Einwohnern (Stand 31. Dezember 2023) der Provinz Lecce.
Die Nachbargemeinden sind Calimera, Carpignano Salentino, Castrignano de’ Greci, Corigliano d’Otranto, Martignano und Zollino.
Martano ist ein Zentrum der Griko, die einen griechischen Dialekt sprechende Bevölkerung des Salento.